# Божидар Шујица
Божидар Шујица (Косово Поље, 8. јануар 1936) је српски и југословенски песник.

## Биографија
Божидар Шујица рођен је 8. јануара 1936. године у Косову Пољу. Његови родитељи — отац Марко и мајка Милица — били су лички досељеници на Косово. Најраније детињство провео је у Бечу. Мајка му је умрла већ 1945. године, од галопирајуће туберкулозе, па је се песник једва сећа. После рата, са демобилисаним оцем селио се по многим местима у Србији. За време ђаковања становао је у караули, кућици чувара пруге, на шест километара од Крагујевца, недалеко од села у којем је својевремено учитељевао великан српског песништва и сликарства Ђура Јакшић, за кога је једном приликом рекао да је био „најплаховитији песник 19. века“ и у чију је част посадио липе у дворишту Прве крагујевачке гимназије. У младости је активно тренирао бокс, а волео је да игра и фудбал. Прве песме објавио је као гимназијалац у крагујевачком омладинском листу „Дело“. Матурирао је у Првој крагујевачкој гимназији 1956. године са одличним успехом, након чега одлази у Београд на студије југословенске и светске књижевности. Дипломирао је на Филолошком факултету у Београду 1961. године.
Одмах након дипломирања запослио се у Медицинској школи „Београд“ и у њој радио више од две деценије као професор књижевности. Од 1983. до 1997. године био је директор Музеја града Београда, а од 1997. до пензионисања 2001. године директор Југословенског културног центра у Паризу.
Шујичина песничка каријера отпочела је 1961. године, када је Оскар Давичо дао да се његова прва збирка песама, „Преступне ноћи“, објави у издању Нолита. Заступљен је у антологијама српске, југословенске и светске поезије. Песма „
Европа“ (фр. Europe) ушла је у антологију „Европа песника“ (1980). Најстарији текст у овој антологији је из 11. века п. н. е, а најмлађи заступљени песник је управо Божидар Шујица. У њој су, од југословенских песника, заступљени још Мирослав Крлежа и Миодраг Павловић. Песма „Балканско полуострво“ добила је прву награду за превод европских песника у избору америчких преводилаца на конкурсу Department of Slavic Languages at the University of California, Berkeley (превод Р. Горуп). Када је реч о домаћим антологијама, треба истаћи да се Шујичине песме „Јутро у Барама Гружанским“ и „Бели сан“ налазе у „Антологији српске поезије (1847—2000)“ (Бранково коло, Сремски Карловци, 2012, приредио Ненад Грујичић), једној од најобухватнијих антологија српског песништва. Шујица је заступљен и у Библиотеци „Сигнал“, едицији међународног неоавангардног књижевно-уметничког покрета сигнализма. Песничко дело Божидара Шујице било је тема конкурса „Шумадијских метафора“ 2012. године у категорији есеја, који организује Удружење књижевника Србије. Победу на конкурсу однели су есеји „Човечанство у понору“ Зорана Антонијевића и „Поезија Божидара Шујице“ Душана Стојковића, а тема је била покривена и неколиким есејистичким прилозима Жарка Ђуровића и истакнутог филозофа проф. др Луке Прошића, као и двама текстовима о Шујичиној поезији великог песника Оскара Давича из 1984. године, који су том приликом први пут објављени. Књиге песама „Ивице, ожиљци“ и „Изабране и нове песме“ преведене су му на француски, односно немачки језик, а две песме преведене су му на словеначки језик и 2015. године објављене у престижном љубљанском књижевном часопису „Апокалипса“ („Novoletna jutranja pesen“ и „Premakni se duša mojega duha“, превод Јуриј Худолин). Једна од епизода РТС-овог документарног серијала „Социјализам или капитализам“ из 2018. године посвећена је Божидару Шујици. Том приликом, песник је опширно говорио о свом животу, поезији и дружењу са многим знаменитим српским и југословенским песницима, писцима, сликарима, вајарима и спортистима. Члан је Удружења књижевника Србије. Поред писања, бави се књижевном и ликовном критиком и преводи поезију са руског и француског, а такође поседује и завидну, деценијама прикупљану, колекцију слика и вајарских радова. Имао је самосталну изложбу цртежа у Београду (Уметничка галерија „Стара капетанија“, Земун) и Паризу (Југословенски културни центар у Паризу).
Женио се два пута. Друга жена била му је позната београдска академска сликарка, модна дизајнерка и некадашња чланица Управног одбора Радио-телевизије Србије Зорица Јоцић-Шујица. Са њом има кћерку Милицу, која је афирмисана вајарка, сликарка, песникиња и блогерка, и сина Милоша. Шујица је још од младости заинтересован за политику и доследно је привржен левичарским идејама, хуманизму и југословенству. Био је члан Савеза комуниста Југославије, а током последње деценије прошлог века политички се ангажовао у Социјалистичкој партији Србије и Југословенској левици. Живи и ради у Београду.

## Награде и признања
Добитник је следећих награда и признања:
- Награда листа „Младост“ за најбољу књигу младих у Југославији, 1961.
- Вукова награда за нарочите резултате у стваралачком раду на ширењу културе, 1965.
- Награда „Песничких новина“ за најбољу књигу поезије у Југославији, 1973.
- Књижевна награда Жељезаре Сисак за песничку књигу године у Југославији, 1975.
- Награда Драинац за поезију, 1997.
- Повеља Удружења књижевника Србије за животно дело, 2011.
- Национално признање за врхунски допринос култури Републике Србије, 2013.

## Дела
Објавио је 12 књига поезије:
- Преступне ноћи (Нолит, Београд, 1961)
- Време и темељи (Нолит, Београд, 1966)
- Срџба (Нолит, Београд, 1973)
- Ура, уран (Графос, Београд, 1975. и 1981)
- Кањон (Нолит, Београд, 1979)
- Изгледи за сутра (БИГЗ, Београд, 1984)
- Кичма (Књижевне новине, Београд, 1984, предговор Миодраг Перишић)
- Ивице, ожиљци (Графос, Београд, 1991)
- Изабране и нове песме (Просвета, Београд, 1995. и 1996, избор и предговор Златко Красни)
- Двоструки сан (БМГП, Београд, 1999, предговор Милисав Миленковић)
- Најлепше песме Божидара Шујице (Просвета, Београд, 2004, избор и предговор Горан Бабић, Библиотека НАЈ)
- Крв драгог камена (Нолит, Београд, 2009)